# Nemania effusa
Nemania effusa är en svampart som först beskrevs av Nitschke, och fick sitt nu gällande namn av Zdeněk Pouzar 1985. Nemania effusa ingår i släktet Nemania och familjen kolkärnsvampar.  Arten är reproducerande i Sverige. Inga underarter finns listade i Catalogue of Life.